# 张杰辉
张杰辉（1957年1月—），男，汉族，辽宁宽甸人，中华人民共和国政治人物。沈阳化工学院（今沈阳化工大学）化工系高分子化工专业毕业，东北大学工商管理学院管理工程专业工学硕士、文法学院科技哲学专业在职研究生学历，哲学博士学位。

## 仕途
1975年7月参加工作，1976年9月加入中国共产党。历任辽宁省计划委员会工业经济处处长，省石油化学工业厅副厅长，中共盘锦市委常委、常务副市长，辽宁省委政策研究室主任、省委副秘书长，鞍山市委副书记、代市长、市长、市委书记等职。2010年8月，任河北省人民政府副省长。2016年11月，国务院常务会议决定派出调查组分赴江苏、河北，调查江苏华达钢铁有限公司生产销售“地条钢”、河北安丰钢铁有限公司未批先建、边批边建钢铁项目等顶风违法违规、严重干扰正常生产经营秩序问题，张杰辉被给予行政警告处分。2017年1月，辞去河北省人民政府副省长职务，当选河北省人大常委会副主任。

## 落马
2017年12月12日，张杰辉涉嫌严重违纪，接受组织审查。张杰辉涉嫌违纪一案由中央纪委交办，中央纪委第二监察室负责，交由山西省纪委指定管辖，他也因此成为国家监察体制改革以来第一名被省级纪委“指定管辖”的中管干部。2018年2月9日被双开，移送司法机关。2018年7月30日张杰辉被山西检察机关依法提起公诉。
2018年10月18日，山西省太原市中级人民法院一审公开开庭审理了河北省人大常委会原副主任张杰辉受贿一案。太原市人民检察院派员出庭支持公诉，被告人张杰辉及其辩护人到庭参加诉讼。太原市人民检察院指控：2001年至2017年，被告人张杰辉利用担任辽宁省鞍山市人民政府市长、中共鞍山市委书记、河北省人民政府副省长及河北省人大常委会副主任等职务上的便利或职权、地位形成的便利条件，为相关单位或个人在企业发展、获取贷款、企业收购、项目用地审批和职务晋升等方面谋取利益，直接或者通过特定关系人非法收受相关人员给予的财物，共计折合人民币近1.27亿元。
2020年7月10日山西省太原市中级人民法院经审理查明：2001年至2017年，被告人张杰辉先后利用担任辽宁省鞍山市人民政府市长、中共鞍山市委书记、河北省人民政府副省长及河北省人大常委会副主任等职务上的便利或职权、地位形成的便利条件，为相关单位或个人在企业经营、获取贷款、项目用地审批以及职务提拔或调整等事项上提供帮助，直接或者通过其特定关系人，索取或者非法收受上述单位或个人给予的财物，共计折合人民币1.270782115亿元。山西省太原市中级人民法院对被告人张杰辉以受贿罪判处有期徒刑十五年，并处没收个人财产人民币六百万元。